# Logi Tómasson
Logi Tómasson, né le 13 septembre 2000 à Hafnarfjörður en Islande, est un footballeur international islandais, qui évolue au poste d'arrière gauche à Samsunspor.

## Biographie

### En club
Né à Hafnarfjörður en Islande, Logi Tómasson est formé par le Víkingur Reykjavik, où il commence sa carrière professionnelle. Il joue son premier match le 18 février 2017, lors d'une rencontre de Coupe de la Ligue islandaise contre le KA Akureyri. Il entre en jeu à la place de Viktor Örlygur Andrason et son équipe s'impose par un but à zéro.
Tómasson inscrit son premier but en professionnel le 26 avril 2019, à l'occasion de la première journée de la saison 2019 de première division islandaise, face au Valur Reykjavik. Entré en jeu ce jour-là, il délivre une passe décisive pour Sölvi Ottesen en plus de son but, mais ne permet pas aux siens de s'imposer (3-3 score final).
Il remporte son premier trophée avec le Víkingur Reykjavik en étant titularisé le 14 septembre 2019, lors de finale de la Coupe d'Islande contre le FH Hafnarfjörður. Son équipe s'impose par un but à zéro ce jour-là.
Le 30 juin 2020, Logi Tómasson est prêté au FH Hafnarfjörður jusqu'à la fin de la saison. Le club dispose d'une option d'achat sur le joueur,.
Tómasson fait ensuite son retour au Víkingur Reykjavik en janvier 2021. Il s'impose comme un titulaire au sein d'une équipe qui domine son championnat, jusqu'à son départ du club à l'été 2023.
Le 22 août 2023, Logi Tómasson rejoint la Norvège afin de s'engager en faveur de Strømsgodset pour un contrat courant jusqu'en décembre 2026.
Tómasson marque son premier but pour le club le 26 novembre 2023, lors d'une rencontre de championnat face à Rosenborg. Titulaire, il participe à la victoire de son équipe par trois buts à un.

### En sélection
Le 6 novembre 2022, Logi Tómasson honore sa première sélection avec l'équipe nationale d'Islande face à l'Arabie saoudite. Il entre en jeu à la place de Rúnar Þór Sigurgeirsson (en) et son équipe est battue par un but à zéro.

## Palmarès
Víkingur Reykjavik
- Championnat d'Islande (2) :
  - Champion : 2021 et 2023.
- Coupe d'Islande (3) :
  - Vainqueur : 2019, 2021 et 2022.